# ガランボシュ
ガランボシュ (ハンガリー語: Galambos)はハンガリー語の姓。galamb「鳩」に由来し、鳩の飼育係を意味する。英語圏で活躍する人物には、ガランボスという表記を当てることもある。
この姓を持つ注目すべき人々は次のとおり。
- アンドリュー・ジョセフ・ガランボス（英語版）（1924–1997）、ハンガリー生まれのアメリカの天体物理学者、哲学者、経済学者
- エヴァ・ガランボス（英語版）（1928年生まれ）、ジョージア州サンディスプリングスの初代市長
- ジョージ・M・ガランボス（英語版）、ハンガリー生まれのコンピューターエンジニア
- イムレ・ガランボス（英語版）（1967年生まれ）、ハンガリーの中国学者、西夏学者
- ガランボシュ・ヤーノシュ（英語版）（1940年生まれ）、ハンガリーの数学者
- ロバート・ガランボス（英語版）（1914–2010）、アメリカの神経科学者
- ガランボシュ・タマーシュ（英語版）（1939年生まれ）、ハンガリーの現代美術家